# Тураев, Лутфулла Нарзуллаевич
Лутфулла Нарзуллаевич Тураев (узб. Lutfulla Narzullayevich To'rayev; род. 30 марта 1988, Мубарек, Кашкадарьинская область) — узбекский футболист, полузащитник клуба «Нефтчи» и национальной сборной Узбекистана.

## Карьера

### Клубная
Лутфулла Тураев начал свою профессиональную карьеру в 2004 году в составе команды родного города Мубарека — «Машъале». В составе этой команды он выступал до 2008 года и за это время играл в девяносто семи матчах и забил два гола. В начале 2009 года он подписал контракт с каршинским «Насафом» и играл там до конца 2011 года. В 2011 году он с «Насафом» выиграл Кубок АФК. Всего в составе каршинской команды, Тураев сыграл 73 матча и забил 4 гола.
В январе 2012 года Лутфулла Тураев подписал контракт с грандом узбекского футбола — ташкентским «Бунёдкором». В составе «Бунёдкора» Тураев играл два сезона и сыграл в 49 матчах и забил 9 голов. В начале 2014 года он подписал контракт с ташкентским «Локомотивом».

### Международная
В сборной Узбекистана дебютировал 25 мая 2010 года в игре против Армении.
В 2015 году тренер Мирджалол Касымов включил Тураева в состав на Кубок Азии-2015, на турнире он принял участие в одном матче — проигранном четвертьфинале с Южной Кореей.

## Достижения
«Машъал»
- Вице-чемпион Узбекистана: 2005
- Бронзовый призёр Чемпионата Узбекистана: 2007
- Финалист Кубка Узбекистана: 2006
- Итого: 3 трофея

«Насаф»
- Вице-чемпион Узбекистана: 2011
- Бронзовый призёр Чемпионата Узбекистана (2): 2009, 2010
- Финалист Кубка Узбекистана: 2011
- Обладатель Кубка АФК: 2011
- Итого: 5 трофеев

«Бунёдкор»
- Чемпион Узбекистана: 2013
- Вице-чемпион Узбекистана: 2012
- Обладатель Кубка Узбекистана (2): 2012, 2013
- Бронзовый призёр Чемпионата Узбекистана (1): 2019
- Итого: 4 трофея

«Локомотив» Ташкент
- Обладатель Кубка Узбекистана: 2014
- Вице-чемпион Узбекистана: 2014
- Финалист Суперкубка Узбекистана: 2014
- Итого: 3 трофея

«АГМК» Алмалык
- Обладатель Кубка Узбекистана: 2018